# Frederick Hamilton-Temple-Blackwood
Frederick Hamilton-Temple-Blackwood, I marchese di Dufferin e Ava (Firenze, 21 giugno 1826 – Clandeboye Estate, 12 febbraio 1902), è stato un politico, diplomatico e scrittore britannico.

## Biografia

### La famiglia
I Blackwood discendevano da un'antica famiglia nobile scozzese stabilitasi in Irlanda, nella contea di Down nel XVII secolo; gli avi di Frederick furono grandi proprietari terriere e nel 1763 vennero affrancati anche alla nobiltà irlandese (possedevano dal XV secolo patenti nobiliari scozzesi e inglesi) come baronetti e nel 1800 divennero Baroni di Dufferin. La famiglia ebbe inoltre una certa influenza sul parlamento, controllando gran parte delle terre del borough di Killyleagh; i matrimoni dei Blackwood ampliarono le loro acquisizioni territoriali e, da rozzi ma antichi e ricchi latifondisti, li introdussero nell'alta società inglese. Il padre di Frederick, il capitano di marina Price Blackwood, considerato il "ribelle della famiglia" sposò invece Helen Selina Sheridan, figlia del poeta Richard Sheridan: rischiò di essere diseredato ma venne introdotto negli aperti circoli letterari inglesi, dove crebbe anche il giovane Frederick.
Frederick studiò ad Eton e al Christ Church's College di Oxford e divenne presidente della Oxford Union College; nel 1841 successe a suo padre come V Barone di Dufferin e Cleneboye nel Paría d'Irlanda e fu nominato Lord-in-Waiting della regina Vittoria nel 1849; l'anno successivo divenne Barone Claneboye di Claneboye nella Contea di Down, entrando a far parte della prestigiosa Paría del Regno Unito.
Nel 1856 Lord Dufferin intraprese a bordo del suo schooner Foam un viaggio nel nord Atlantico. La sua prima tappa fu l'Islanda: ivi visitò Reykjavík e Geysir; di ritorno dall'Islanda il Foam incrociò un'altra imbarcazione, la Reine Hortense, che il principe francese Napoleone Giuseppe Carlo Paolo Bonaparte aveva noleggiato con lo stesso scopo di Lord Dufferin; i due furono legati da una duratura amicizia. Successivamente il Foam toccò l'Isola di Jan Mayen, e successivamente navigò lungo le coste norvegesi, fermandosi ad Hammerfest per poi ripartire per le Spitzsbergen. Al suo ritorno Lord Dufferin pubblicò un appassionante racconto dei suo viaggi e peregrinazioni: Letters From High Latitudes che ottenne un immenso successo presso il pubblico europeo dell'epoca e venne tradotto in francese e in tedesco. Lord Dufferin fu sempre un buono scrittore e soprattutto scrisse delle lettere molto interessanti sia dal punto di vista stilistico che psicologico: infatti le lettere di Lord Dufferin furono per l'80% rivolte alla madre e incominciarono dall'epoca in cui persero rispettivamente padre e marito, quando Lord Dufferin aveva quindici anni.

### La carriera diplomatica
Dopo il grande successo di Letters From High Latitudes, Dufferin decise di non continuare la sua carriera di scrittore e invece si indirizzò, come molti giovani nobili di buona famiglia, verso la carriera diplomatica, intraprendendola dal 1860. Il suo primo incarico fu in Siria, dove dovette investigare sulle cause della guerra civile avvenuta pochi anni prima: la popolazione cristiana maronita fu massacrata dai gruppi musulmani e drusi. Lavorando con i rappresentanti francesi, russi, prussiani e turchi della commissione internazionale, Dufferin diede l'inizio alla politica britannica in medio oriente, salvaguardando anche gli interessi turchi nell'area e contribuì alla creazione dello Stato clientelare francese del Libano per farsi sì che i francesi ritirassero le proprie truppe dalla Siria; difese anche gli interessi della comunità drusa, con la quale la Gran Bretagna aveva un longevo legame, e nel contempo quelli della comunità cristiana, la quale aveva subito maggiormente gli orrori della guerra civile. Quindi Dufferin fece in modo che la regione del Libano venisse staccata dalla Siria musulmana sotto la protezione francese.
Dopo il successo diplomatico in Siria, nel 1864 divenne sottosegretario di stato per l'India, nel 1866 sottosegretario della guerra e dal 1868 cancelliere del ducato di Lancaster nel governo del primo ministro Gladstone. Nel 1871 fu elevato a Conte di Dufferin, nella Contea di Down, e Visconte Clendeboye di Clandeboye nella Contea di Down.

### Governatore Generale del Canada

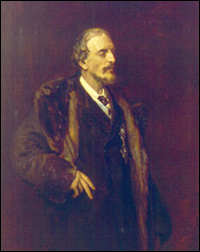
Lord Dufferin come Governatore Generale del Canada

Dopo la morte della madre, la carriera di lord Dufferin avanzò rapidamente. Egli divenne governatore generale del Canada nel 1872 e i suoi successivi sei anni di governo furono per il Canada un momento di notevole fermento. Durante questo periodo, infatti, l'Isola del Principe Edoardo venne annessa alla confederazione canadese e vennero fondate molte importanti istituzioni come la Supreme Court of Canada, il Royal Military College of Canada e l'Intercolonial Railway.
Secondo lord Dufferin, i suoi due predecessori a quella carica non avevano dato una posizione prominente al paese. Egli decise pertanto di assumere un ruolo maggiormente attivo, and to get to know ordinary Canadians as much as possible. Egli era in grado di parlare perfettamente sia l'inglese che il francese e divenne noto in particolare per il suo charm e la sua ospitalità, coinvolgendosi personalmente nel voler riagganciare maggiormente il Canada al Regno Unito. Egli si recò in visita ad ogni singola provincia canadese e fu il primo Governatore Generale a visitare Manitoba.
Lord Dufferin si coinvolse il più possibile anche nella politica del Canada al punto da arrivare a chiedere ad alcuni ministri di dimettersi per abbandonare le disastrose politiche intraprese contro il bene del paese. Egli era solito seguire le sedute parlamentari inglesi con interesse anche se come rappresentante del monarca gli era interdetto l'ingresso alla Camera dei Comuni. Egli fu il primo governatore del Canada a richiedere un proprio ufficio nel palazzo parlamentare di Londra e durante i suoi numerosi dibattiti si avvalse della collaborazione e del sostegno della moglie. Nel 1873, lo scandalo del Pacifico sorse quando il governo conservatore di John A. Macdonald venne accusato dall'opposizione liberale di falso in bilancio in relazione alla costruzione della Canadian Pacific Railway. Dufferin in persona si occupò di sottoporre la questione in parlamento e come risultato Macdonald perse le elezioni.
Nel 1873 lord Dufferin fondò la Governor General's Academic Medals per premiare gli studenti accademici canadesi meritevoli. Attualmente tale onorificenza è una tra le più prestigiose a livello accademico in Canada ed in oltre un secolo e mezzo di storia ne sono state distribuite 50.000 esemplari.
Lord Dufferin si occupò anche di ingrandire e migliorare Rideau Hall, la residenza canadese del Governatore Generale dello Stato, facendovi aggiungere nel 1873 una sala da ballo oltre ad una serie di altre stanze di servizio. Egli fece inoltre costruire nel parco annesso una pista per il pattinaggio sul ghiaccio aperta al pubblico attirandosi le simpatie dei canadesi, in particolar modo dopo aver contribuito con 1.624,95 dollari canadesi a proprie spese per la realizzazione dell'opera, denaro che però si fece in seguito rimborsare dal governo.

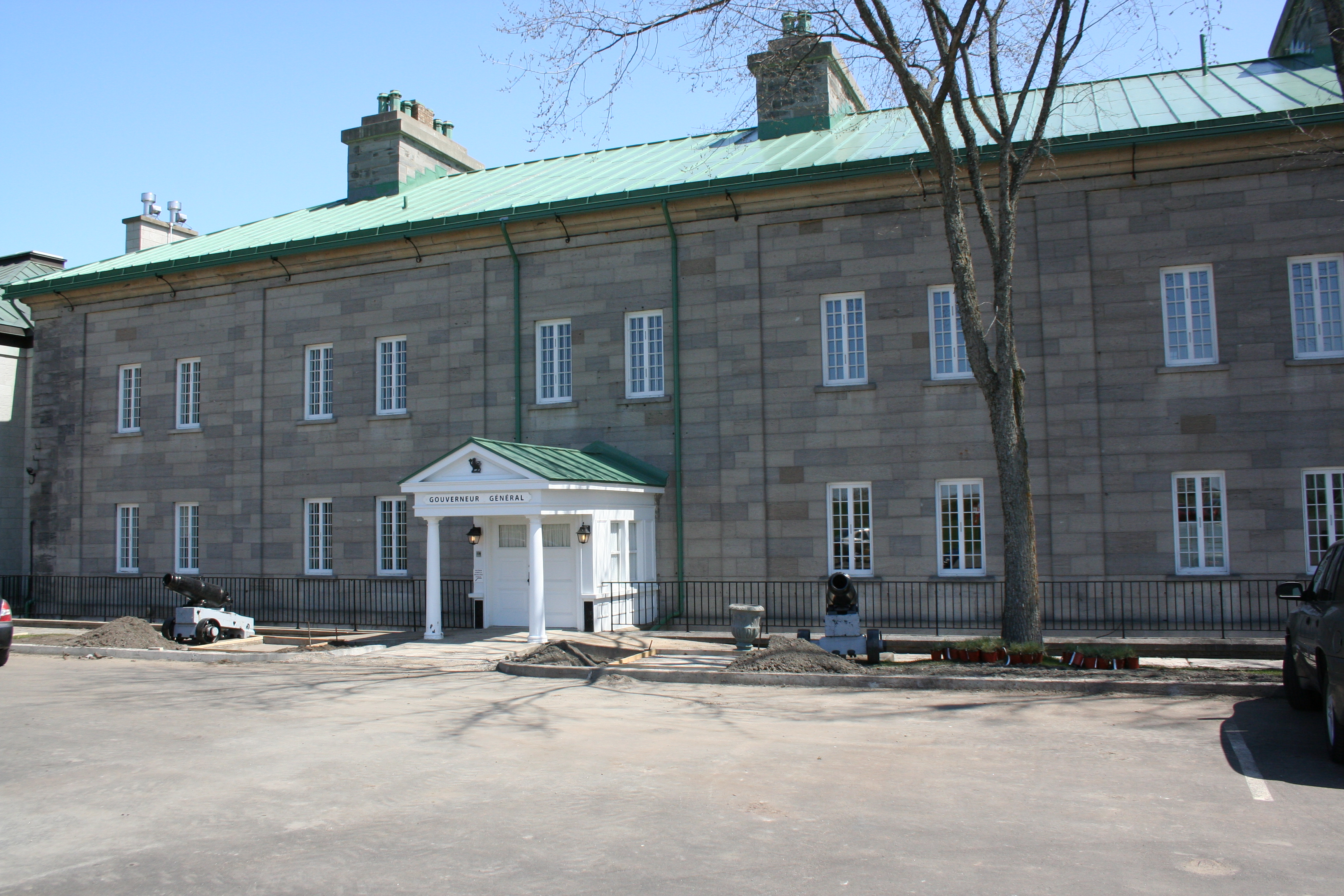
La Cittadella di Québec, una delle residenze viceregali utilizzate da lord Dufferin e dalla moglie

Lord Dufferins e sua moglie erano soliti usare la Cittadella di Quebec come una seconda residenza viceregale. Quando il comune di Québec iniziò la demolizione delle vecchie mura cittadine, Dufferin venne interpellato il prima persona per fermare tale demolizione e riparare quanto era già stato smantellato per preservare un bene artistico, storico e culturale (dal 1980 l'UNESCO ha riconosciuto il sito come patrimonio dell'umanità). L'ultima apparizione pubblica di lord Dufferin come Governatore Generale del Canada fu infine nella città di Québec per porre la prima pietra della fondazione del Dufferin Terrace, un lungofiume presso il Saint Lawrence River, costruita su suoi disegni.
Visitando Manitoba nel settembre del 1877, Lord e Lady Dufferin attuarono sempre una politica di forte immagine ben recepita dalla popolazione al punto che la prima ferrovia venne proprio battezzata Lady Dufferin. Durante quel periodo in Canada, inoltre, lady Dufferin era solita scrivere delle lettere alla propria madre in Irlanda che successivamente vennero raccolte e pubblicate nell'opera dal titolo My Canadian Journal.
La popolarità e l'influenza che Dufferin ebbe in Canada si riferiva al gran numero di scuole, strade e edifici pubblici che ancora oggi in Canada portano il suo nome e a Manitoba gli è dedicata una statua.

### Russia e Turchia
Dopo aver lasciato Ottawa nel 1878 al termine del proprio incarico di Governatore Generale, lord Dufferin fece ritorno in Gran Bretagna per continuare la propria carriera diplomatica. Egli prestò dunque servizio come ambasciatore nell'Impero russo dal 1879 al 1881 e poi presso l'Impero ottomano dal 1881 al 1884. Pur avendo prestato servizio nel governo dei liberali, Dufferin iniziò ad essere via via allontanato dal movimento da William Ewart Gladstone, in particolare per la politica adottata in Irlanda ove lord Dufferin aveva numerosi terreni e proprietà. Egli accettò la nomina ad ambasciatore in Russia propostagli dal conservatore Benjamin Disraeli quando questi scalzò i liberali.
Il periodo di lord Dufferin in Russia fu calmo sotto l'aspetto politico e diplomatico, e la sua corrispondenza era unicamente vertente la sua vita sociale, mentre invece la madrepatria già gli preparava il non facile incarico presso la corte di Costantinopoli.
Il suo ruolo come ambasciatore nell'Impero ottomano fu un preludiò all'occupazione britannica dell'Egitto (tecnicamente parte dell'Impero turco), sotto il pretesto di "riportare l'ordine e la legge" dopo le rivolte scoppiate ad Alessandria che portarono alla morte di 50 inglesi. Lord Dufferin venne largamente coinvolto nelle operazioni di occupazione militare ed egli stesso fece di tutto perché l'Impero ottomano cercasse di disinteressarsi dell'Egitto, placando la popolazione egiziana nel contempo prevenendo l'esecuzione di Orabi Pasha, il quale aveva preso il controllo dell'esercito turco. Orabi aveva guidato la resistenza contro gli inglesi e dopo l'occupazione molti membri del Gabinetto di governo volevano vederlo impiccato. Dufferin, invece, credendo giustamente che un tale atto avrebbe potuto portare a futuri atti sovversivi, ottenne che egli venisse esiliato a Ceylon.
Nel 1882 lord Dufferin si recò personalmente in Egitto come commissario britannico per cercare dei metodi di riogranizzazione del paese. Egli scrisse un rapporto giornaliero dettagliato circa l'occupazione dell'Egitto con i piani per lo sviluppo progressivi al fine di ricoinvolgere gli egiziani nel governo del paese e anche nel periodo successivo le riforme procedettero sulle basi da lui dettate.

### Viceré d'India

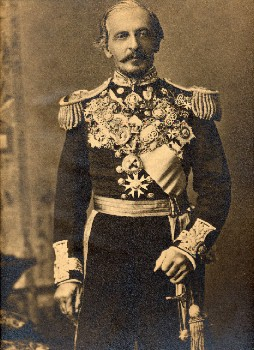
Lord Dufferin come Viceré d'India.

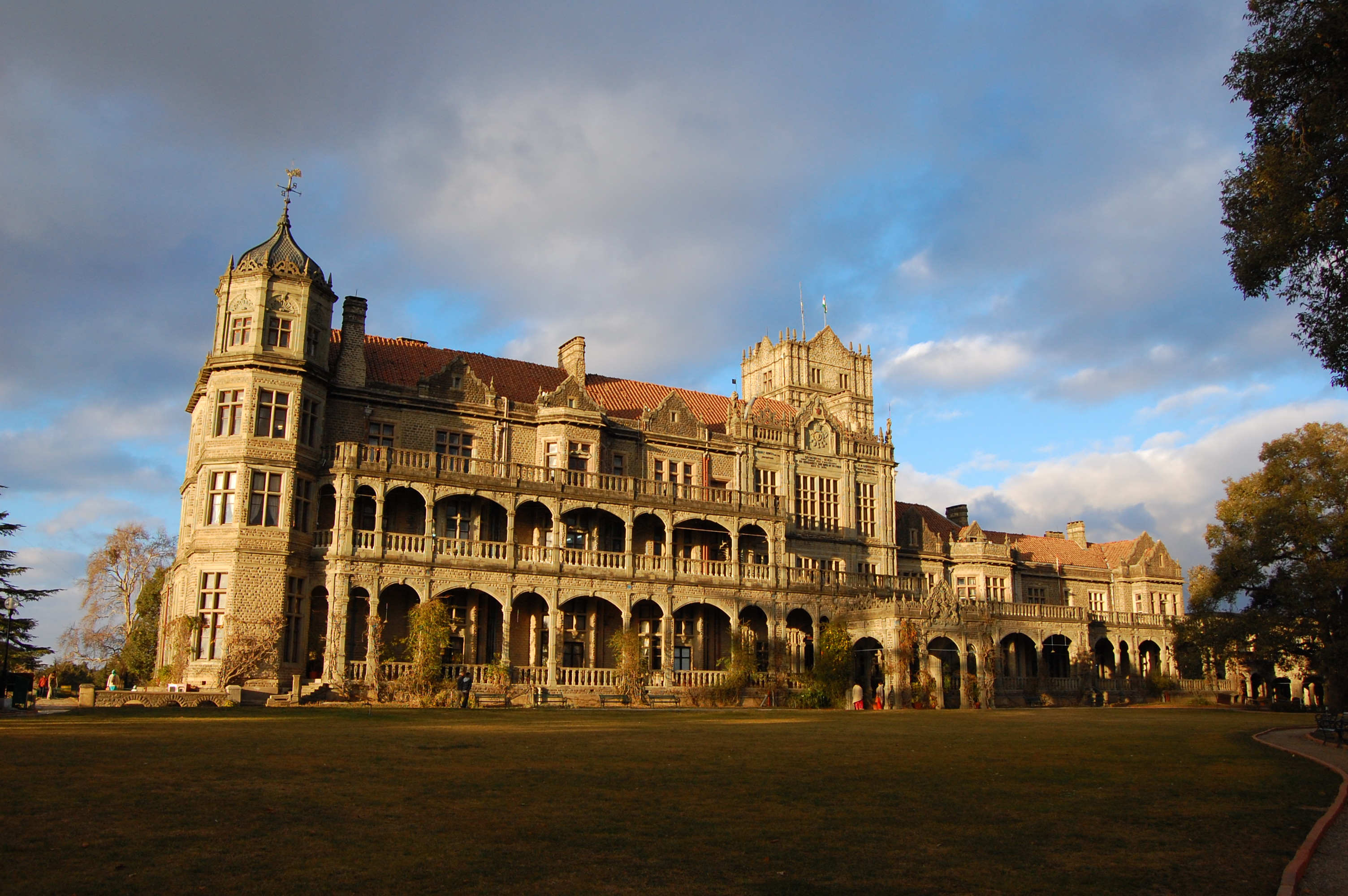
Rashtrapati Niwas, la residenza del viceré indiano a Shimla, ove lord Dufferin soggiornò a partire dal 23 luglio 1888.

Le sue esperienze in Russia e nell'Impero ottomano aumentarono notevolmente l'influenza di Dufferin negli affari dell'Impero britannico, giungendo nel 1884 a raggiungere la sua più alta ambizione diplomatica, la nomina a Viceré d'India.
Ancora quando si trovava in Canada aveva dato delle idee per l'amministrazione dell'India. Il suo predecessore alla carica di viceré, George Robinson, I marchese di Ripon, molto popolare presso gli indiani, fu invece molto impopolare con gli anglo-indiani, i quali a più riprese criticarono le sue riforme troppo estensive. Per governare con successo, dunque, lord Dufferin capì che era necessario garantirsi il pieno supporto di entrambe le comunità, cosa che gli riuscì nel giro di breve tempo, portando avanti la causa nazionalista indiana senza però entrare in contrasto con gli europei. Nel 1885, egli fondò anche l'Indian National Congress che portò poi alla fondazione dell'attuale esercito indiano con lo stabilirsi di un Imperial Service Corps, ove gli ufficiali erano per la prima volta indiani.
Egli fu coinvolto però in molte cause esterne tra cui l'incidente di Panjdeh del 1885 in Afghanistan, nel quale delle truppe imperiali russe si erano radunate presso l'oasi di Panjdeh, in territorio afgano appunto, come scacco per quella decennale "guerra fredda" instauratasi per il ruolo della Russia nell'area dell'Asia centrale. Lord Dufferin fu in grado di negoziare l'azione con la Russia alla quale veniva garantito il possesso dell'oasi di Panjdeh, dovendo però abbandonare tutti gli altri territori formalmente occupati durante l'avanzata. Sotto il suo periodo di vicereggenza si ebbe anche l'annessione dell'alto Burma nel 1886, dopo diversi anni di incertezze sull'area.
Nel 1888 egli pubblicò un Rapporto sulle Condizioni delle Classi Povere della Popolazione nel Bengala (conosciuto anche col nome di "Dufferin Report"). Il rapporto sottolineava le problematiche della popolazione povera del Bengala, appunto, e venne sfruttato dai nazionalisti per contrastare le pretese degli anglo-indiani che sostenevano l'azione del governo britannico a favore delle classi sociali più povere della società. A seguito della pubblicazione del rapporto, lord Dufferin decretò la creazione di consigli provinciali e centrali (chiamati all'epoca "Congressi"), che avessero una partecipazione di membri di nazionalità indiana. L'Indian Councils Act 1892 che inaugurò la politica elettorale in India, fu un risultato di questo suo modo di agire.
Al suo ruolo di viceré si ispirò anche Rudyard Kipling per la sua poesia One Viceroy Resigns, che venne sacritta immaginando che a parlare fosse lo stesso Dufferin rivolgentesi al suo successore, Lord Lansdowne.

### Gli ultimi anni

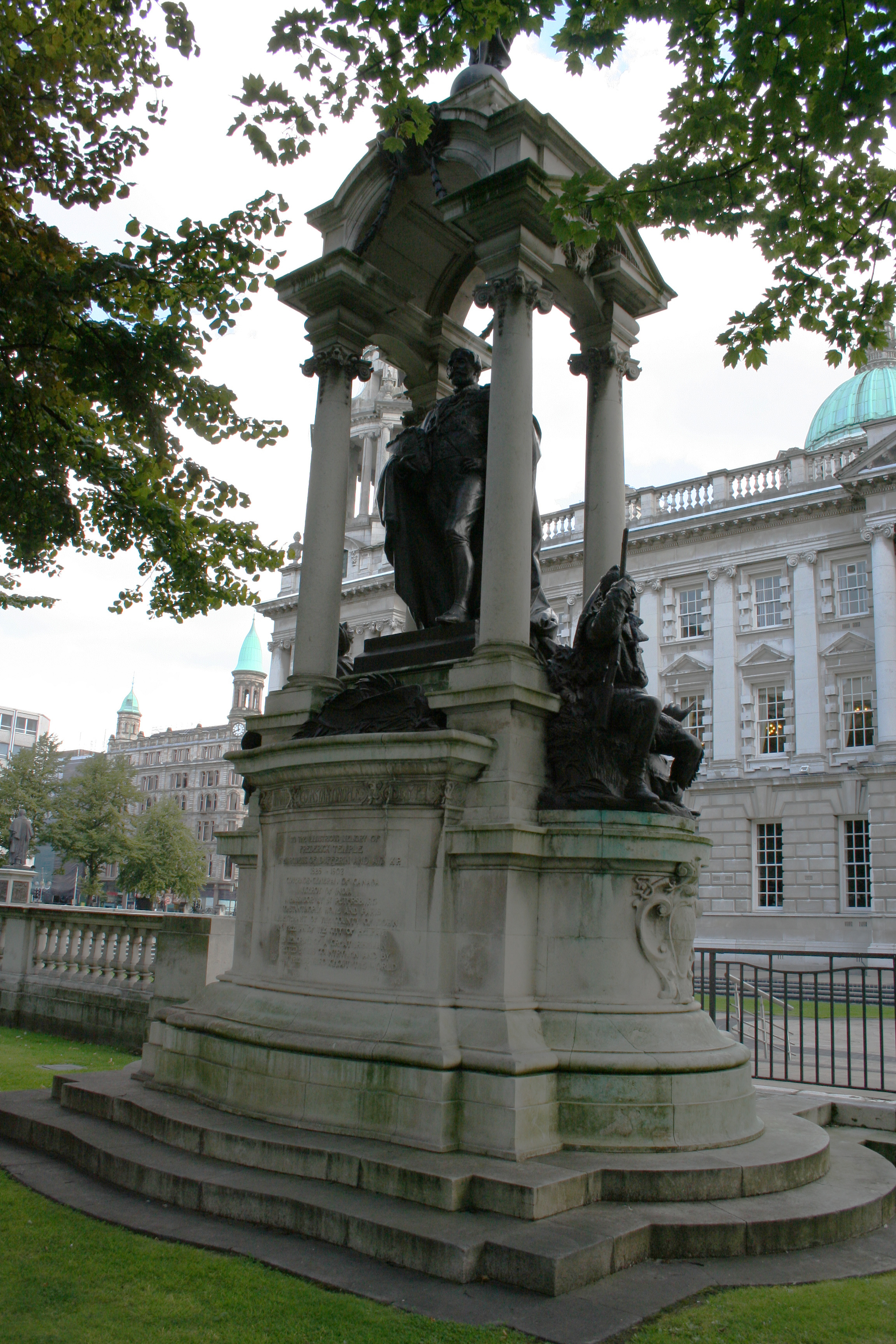
Monumento a Frederick Hamilton-Temple-Blackwood nei giardini del municipio di Belfast, Irlanda del Nord.

Dopo il suo ritorno in patria dall'India al termine del suo incarico, lord Dufferin riprese la sua carriera di ambasciatore, prestando servizio in Italia dal 1888 al 1891. Il 17 novembre 1888 egli venne nominato Marchese di Dufferin e Ava, nella Contea di Down e della Provincia di Burma, e Conte di Ava, nella Provincia di Burma. Come ambasciatore in Francia dal 1891 al 1896, egli dovette affrontare le non facili relazioni dell'epoca tra le due nazioni presso le quali doveva mediare, venendo accusato da alcuni giornali francesi addirittura di voler minare le relazioni franco-russe. Durante questo periodo egli fu tra i fondatori della Loggia Anglo-Francese che poi si evolse nell'University of London Institute in Paris (ULIP). Dopo essere tornato in Inghilterra, egli divenne presidente della Royal Geographical Society, e Rettore delle università di Edimburgo e St Andrews.
A parte le sue esperienze pregresse, lord Dufferin era conosciuto per vivere al di sopra delle proprie possibilità anche a scapito di dilapidare il proprio patrimonio. Nel 1875 i suoi debiti erano già giunti alla considerevole cifra di 300.000 sterline, il che lo costrinse più volte a vendere considerevoli appezzamenti di terreno ai suoi creditori per ripagare gli insoluti. Dopo il suo ritiro dalla carriera diplomatica nel 1896, egli ricevette non poche offerte da parte di speculatori finanziari che speravano di utilizzare la sua grande reputazione per attrarre investitori nelle loro compagnie. Nel 1897, sempre più preoccupato della sua situazione finanziaria, venne persuaso a divenire consigliere della London and Globe Finance Corporation, una compagnia bancaria e mineraria controllata da Whitaker Wright che però crollò poi nel novembre del 1900 lasciandolo con altre insolvenze.
Poco dopo questo tracollo, il suo figlio primogenito venne ucciso nella Guerra anglo-boera ed egli decise, minato ormai anche nel corpo, di fare ritorno alla sua residenza di Clandeboye ove morì il 12 febbraio 1902.

## Matrimonio e figli
Sposò, il 23 ottobre 1862, Hariot Rowan-Hamilton (5 febbraio 1843-25 ottobre 1936), figlia di Archibald Hamilton-Rowan. Ebbero sette figli:
- Archibald James Leofric, conte di Ava (28 luglio 1863–11 gennaio 1900);
- Helen Hermione (1865–9 aprile 1941), sposò Ronald Munro Ferguson, I visconte Novar, non ebbero figli;
- Terence Hamilton-Temple-Blackwood, II marchese di Dufferin e Ava (16 marzo 1866–7 febbraio 1918);
- Hermione Catherine Helen (1869–19 ottobre 1960);
- Ian Basil Gawaine (4 novembre 1870–3 luglio 1917);
- Victoria Alexandrina (1873–11 febbraio 1938), sposò in prime nozze William Lee Plunket, V barone Plunket, ebbero otto figli, e in seconde nozze sposò Francis Powell Braithwaite, non ebbero figli;
- Frederick Hamilton-Temple-Blackwood, III marchese di Dufferin e Ava (26 febbraio 1875–21 luglio 1930).